# Roncus caucasicus
Roncus caucasicus es una especie de arácnido del orden Pseudoscorpionida de la familia Neobisiidae.

## Distribución geográfica
Se encuentra en Georgia y Rusia.